# Jacques-André Maire

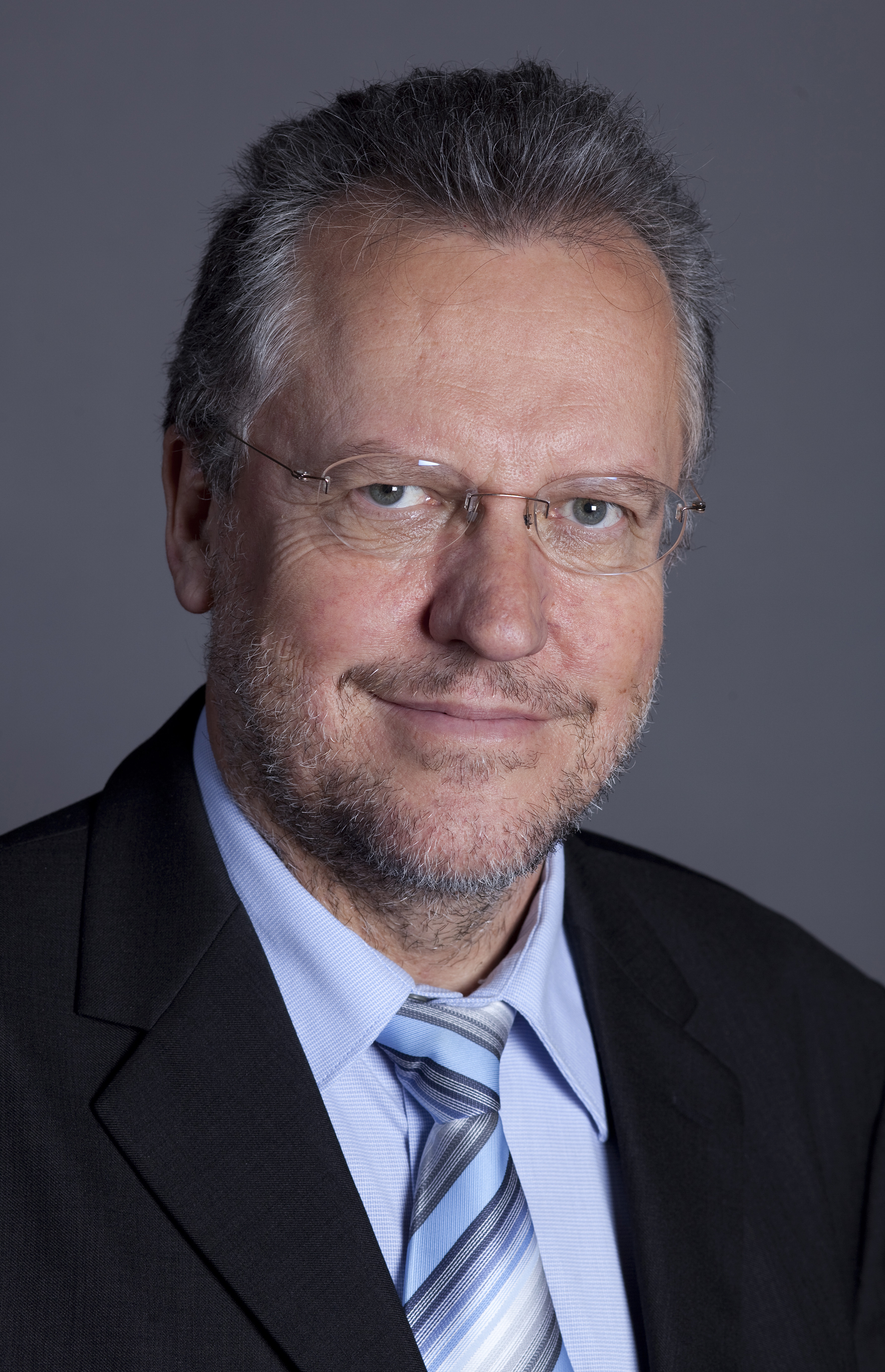
Jacques-André Maire (2009)

Jacques-André Maire (* 25. Mai 1957 in Neuenburg; heimatberechtigt in Les Ponts-de-Martel und Brot-Dessous) ist ein Schweizer Politiker (SP).

## Biografie
Maire erlangte den Master of Public Health und ist zurzeit Direktor des Amtes für Berufsbildung und Gymnasien des Kantons Neuenburg. Von Mai 1993 bis Dezember 1999 hatte er Einsitz im Grossen Rat des Kantons Neuenburg. Am 21. September 2009 wurde er für den in den Ständerat gewählten Didier Berberat in den Nationalrat gewählt. Sein Amt als Nationalrat endete 2019.
Maire ist zusammen mit Meinrado Robbiani Vizepräsident von Travail.Suisse (Stand 2015).
Maire ist mit der Neuenburger SP-Politikerin und Regierungsrätin Monika Maire-Hefti verheiratet und Vater von drei Kindern. Er wohnt in Les Ponts-de-Martel.